# Dołgoje (rejon gubkiński)
Dołgoje (ros. Долгое) – wieś w Rosji, w obwodzie biełgorodzkim, w rejonie gubkińskim. W 2021 liczyła 359 mieszkańców.